# Dům evropských dějin
Dům evropských dějin je historické muzeum a kulturní instituce v Bruselu v Belgii, která se zaměřuje na nedávné dějiny Evropy. Vznikl z podnětu Evropského parlamentu a byl navržen v roce 2007 tehdejším předsedou Parlamentu Hansem-Gertem Pötteringem; byl otevřen 6. května 2017.
Jako kulturní instituce a výstavní centrum hodlá Dům evropských dějin podporovat porozumění evropské historii a evropské integraci prostřednictvím stálé expozice a dočasných a putovních výstav. V muzeu se nachází sbírka předmětů a dokumentů reprezentujících evropskou historii, vzdělávací programy, kulturní akce a publikace a také široká škála online obsahu. Výkladem historie z evropské perspektivy propojuje a porovnává sdílené zkušenosti a jejich různorodé interpretace.
Muzeum se nachází v Parku Leopold, v blízkosti evropských institucí a stanic metra Maalbeek/Maelbeek a Schuman na linkách 1 a 5 bruselského metra.

## Sbírka a rozsah
Dům evropských dějin dává návštěvníkům příležitost dozvědět se o evropských historických procesech a událostech a zapojit se do kritických úvah o jejich důsledcích pro současnost.
Originalita projektu spočívá ve snaze zprostředkovat nadnárodní přehled evropských dějin s přihlédnutím k jejich rozmanitosti a mnoha interpretacím a vnímání. Jeho cílem je umožnit široké veřejnosti porozumět nedávné historii v kontextu předchozích staletí.
S využitím 1500 předmětů a dokumentů z více než 300 muzeí a sbírek z celé Evropy i mimo ni a široké škály médií muzeum poskytuje cestu evropskou historií, především 20. století, s retrospektivami vývoje a událostí v dřívějších obdobích, které měly zvláštní význam pro celý kontinent. V tomto kontextu jsou dějiny evropské integrace představeny v celé své jedinečnosti a v celé své komplexnosti.

### Stálá expozice
Galerie stálé expozice, rozkládající se na čtyřech podlažích, využívají předměty a multimediální prostředky, aby návštěvníky zavedly do podnětného vyprávění, které se zaměřuje na evropské dějiny, zejména v průběhu 19. a 20. století. Jednotlivá témata evropských politických, hospodářských, sociálních a kulturních dějin jsou prezentována chronologicky.
Výstava začíná mýtem o bohyni Europě, ponoří se do starověkých kořenů Evropy a dědictví sdílených tradic a úspěchů tohoto kontinentu a poté pokračuje dramatickou cestou Evropy k modernitě v 19. století a procesem přestavby po druhé světové válce. Závěrečná část vyzývá návštěvníky, aby kriticky zhodnotili evropskou historii, její potenciál a budoucnost.

### Dočasné výstavy
Součástí programu Domu evropských dějin je také každoroční dočasná výstava, která poskytuje příležitost rozšířit témata a období stálé expozice. To umožňuje inovativní typy výstav a různorodý obsah způsoby, které jsou atraktivní pro různorodé publikum. Stejně jako stálá expozice mají i tyto dočasné výstavy nadnárodní a interdisciplinární přístup. Jsou ve čtyřech jazycích (angličtina, francouzština, němčina a nizozemština). Dosavadní dočasné výstavy byly:
- SETKÁVÁNÍ Archivováno 21. 6. 2023 na Wayback Machine.: 5. 5. 2017 – 31. 5. 2018
- Neklidné mládí Archivováno 21. 6. 2023 na Wayback Machine.: 1. března 2019 – 29. února 2020
- Fake for Real: 1. října 2020 – 1. ledna 2022
- Když zdi mluví! Archivováno 21. 6. 2023 na Wayback Machine.: 30. dubna 2022 – 13. listopadu 2022
- Nepotřebné vyhodit Archivováno 21. 6. 2023 na Wayback Machine.: 18. února 2023 – 14. ledna 2024

### Digitální obsah
Jako součást poslání muzea být přístupný publiku z celého kontinentu a poskytovat nové prostředky pro zprostředkování nadnárodní historie byla spuštěna řada digitálních produktů:
- Online kolekce
- Virtuální prohlídka Archivováno 11. 6. 2023 na Wayback Machine.
- Expo 58 (bude zahájeno koncem roku 2023)

Vztahy s jinými subjekty
Dům evropských dějin je členem řady organizací v oboru muzejnictví a kulturního dědictví, a to na státní i mezinárodní úrovni, např. ICOM, NEMO a Brussels Museum Council. Spolupracuje rovněž s různými skupinami v bezprostředním sousedství Bruselu a v regionu a s muzei, univerzitami a občanskou společností v celé Evropě.

## Poloha a dostupnost
Bývalá Eastman Dental Hospital, původně navržená pro umístění zubní kliniky, byla pojmenována po George Eastmanovi, americkém filantropovi a vynálezci fotoaparátu Kodak.
Muzeum je vhodné pro vozíčkáře a kočárky a je otevřené pro všechny v souladu s politikami Evropského parlamentu týkajícími se přístupnosti. Za tímto účelem jsou jeho hlavní nabídky prezentovány prostřednictvím interaktivního tabletu ve 24 jazycích, které odpovídají úředním jazykům EU.
Vedení
Řídící orgány: dozorčí rada a akademický výbor (poradenský orgán). Ředitelkou muzea je dr. Constanze Itzelová.
Dozorčí rada: provádí dohled a přijímá rozhodnutí v základních otázkách souvisejících s projektem. V čele rady stojí bývalý předseda Evropského parlamentu dr. Hans-Gert Pöttering.
Akademický výbor: předsedou je historik prof. dr. Oliver Rathkolb, členy jsou univerzitní profesoři a odborníci z muzeí světového významu. Poskytuje poradenství akademickému projektovému týmu Domu evropských dějin v historických a muzeologických otázkách.